# سواحلیه (استان تلمسان)
سواحلیه (به عربی: السواحلية) یک شهرداری در الجزایر است که در استان تلمسان واقع شده‌است. سواحلیه ۲۲٬۲۴۵ نفر جمعیت دارد.